# 量子裂痕
《量子破碎》是一款由绿美迪娱乐开发，微软工作室发行的科幻类动作冒险第三人称射击游戏，于2016年4月5日登陆Microsoft Windows和Xbox One平台。在一些章节中，该游戏还具有平台游戏元素。一些選擇会影响游戏的剧情走向，遊戲根据玩家的选择，呈现相应的剧情。
游戏最初被绿美迪看作是旗下游戏《心靈殺手》的续作。因为微软想要一个新的知识产权，游戏的焦点转移到了时间旅行。团队在构造游戏中的虚构科学时咨询了一些科学家。游戏部分由绿美迪内部开发，山姆·莱克负责监制。影集部分由制作，本·科泰执导。肖恩·阿什莫、埃丹·吉伦和兰斯·雷迪克饰演了游戏中的几名重要角色。游戏使用了绿美迪开发的新引擎和一种名为数字分子物质（DMM）的技术。
游戏于2013年年中公布，预计2015年发行，但为避免与其他Xbox One独占游戏竞争，游戏的发行被推迟。本作发行后受到了积极的评价，评论者称赞了游戏的画面、玩法与故事，不过对平台元素的加入、电子游戏和真人短片的融合以及影片的整体质量意见不一。Windows 10版本因技术问题而受到批评，所以游戏又于2016年9月29日在PC数字发行平台Steam发行。《量子破碎》是微软自Xbox One推出以来发行的最畅销的新游戏IP（非续作游戏）。

## 情节
游戏设置在虚构的河港市，讲述了河港市大学物理学院教授保罗·瑟林一直致力于时间机器的研究，在一次失败的实验后，和前来大学拜访他的昔日好友杰克·乔伊斯同时获得了操纵时间的能力，但杰克与保罗在如何应对时空混乱带来的末日问题上发生冲突，在游戏过程中，时间体系会随时崩溃，导致环境中的时间暂停、断续、倒流和冻结，玩家扮演杰克在游戏中会与保罗的莫纳其公司(Monarch Solutions)展开对抗。

## 玩法
《量子破碎》是一款第三人称动作冒险游戏。玩家扮演杰克·乔伊斯，他拥有操纵时间的力量，不受冻结一切的跳针现象的影响。玩家会面对各种敌人，如莫纳其保安人员(Monarch security guards)；配备了特殊的衣服，可以操纵时间的打击者； 全副装甲，配备强大火器的重装战士。不同的敌人有不同的攻击方式，玩家需要部署相应的战略战术来打败他们。

## 角色
- 尚恩·艾希摩 飾 Jack Joyce
- 布鲁克·尼文（英语：Brooke Nevin） 飾 Emily Burke
- 多米尼克·莫納漢 飾 William Joyce
- 埃丹·吉倫 飾 Paul Serene
- 蘭斯·雷迪克 飾 Martin Hatch
- 馬歇爾·奧爾曼 飾 Charlie Wincott
- 艾蜜莉亞·蘿絲·布蕾兒 飾 Amy Ferraro
- Patrick Heusinger（英语：Patrick Heusinger） 飾 Liam Burke
- Mimi Michaels（英语：Mimi Michaels） 飾 Fiona Miller
- Courtney Hope 飾 Beth Wilder
- Jacqueline Pinol 飾 Sofia Amaral
- Jeannie Bolet 飾 Kate Ogawa
- Sean Durrie 飾 Nick Marsters
- Matt Orlando 飾 Brenner

## 相關作品

### 小說
《Quantum Break: Zero State》（2016）- 作者是Cam Rogers